# Giềng giềng đẹp
Giềng giềng đẹp hay chan kiệu, huyết đằng lông (danh pháp: Butea superba) là loài thảo mộc bản địa của Thái Lan,  
Việt Nam và Ấn Độ. Rễ của giềng giềng đẹp có chứa các flavonoid và flavonoid glycoside cũng như các hợp chấtsterol, bao gồm β-sitosterol, campesterol và stigmasterol.